# 聖迭戈縣
郡又譯聖迭戈郡、聖地亞哥郡，是美国加利福尼亚州最南部的縣，南鄰墨西哥下加利福尼亞州，總面積11,721平方公里。根據2020年人口普查統計，共有人口329萬8634人，是加州人口第三多的縣。縣府位於聖地牙哥市。
聖地牙哥縣多數區域處于海濱，海岸線長70英里。四季溫暖宜人，具有溫和的地中海至半乾旱氣候。該郡有16個美國海軍、美國海軍陸戰隊和美國海岸警備隊的主要海軍和軍事地點，包括聖地牙哥海軍基地、彭德爾頓營海軍陸戰隊基地、米拉瑪海軍陸戰隊航空基地、北島海軍航空基地等。

## 歷史
歐洲人在今日圣迭戈县境內最早建立的聚落，是1769年由西班牙人所創立的聖迪亞哥教會（Misión San Diego de Alcalá）。
圣迭戈县是1850年加州加入聯邦時一併成立的县之一。县名來自圣迭戈湾（San Diego Bay）；圣迭戈灣的名稱是西班牙探險家塞巴斯提安·維茲凱諾（Sebastián Vizcaíno）在1602年時，以方濟會的教士與聖人迪亞哥·德·阿爾卡拉（Diego de Alcalá）命名。除此之外，維茲凱諾也以聖迪亞哥的西班牙文全名替自己的旗艦命名。
部份行政區於1893年分割給里弗赛德县（Riverside County）；另一部份於1907年分割給因皮里尔县（Imperial County）。

## 地理

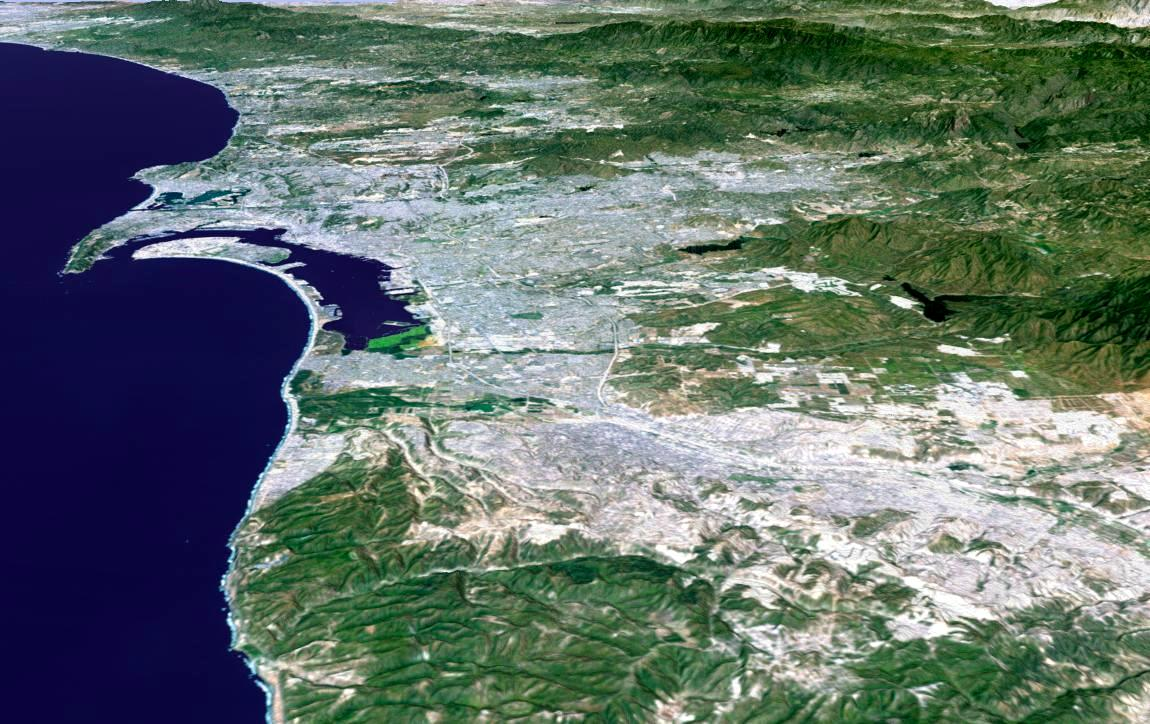
電腦合成的圣迭戈县3D鳥瞰圖

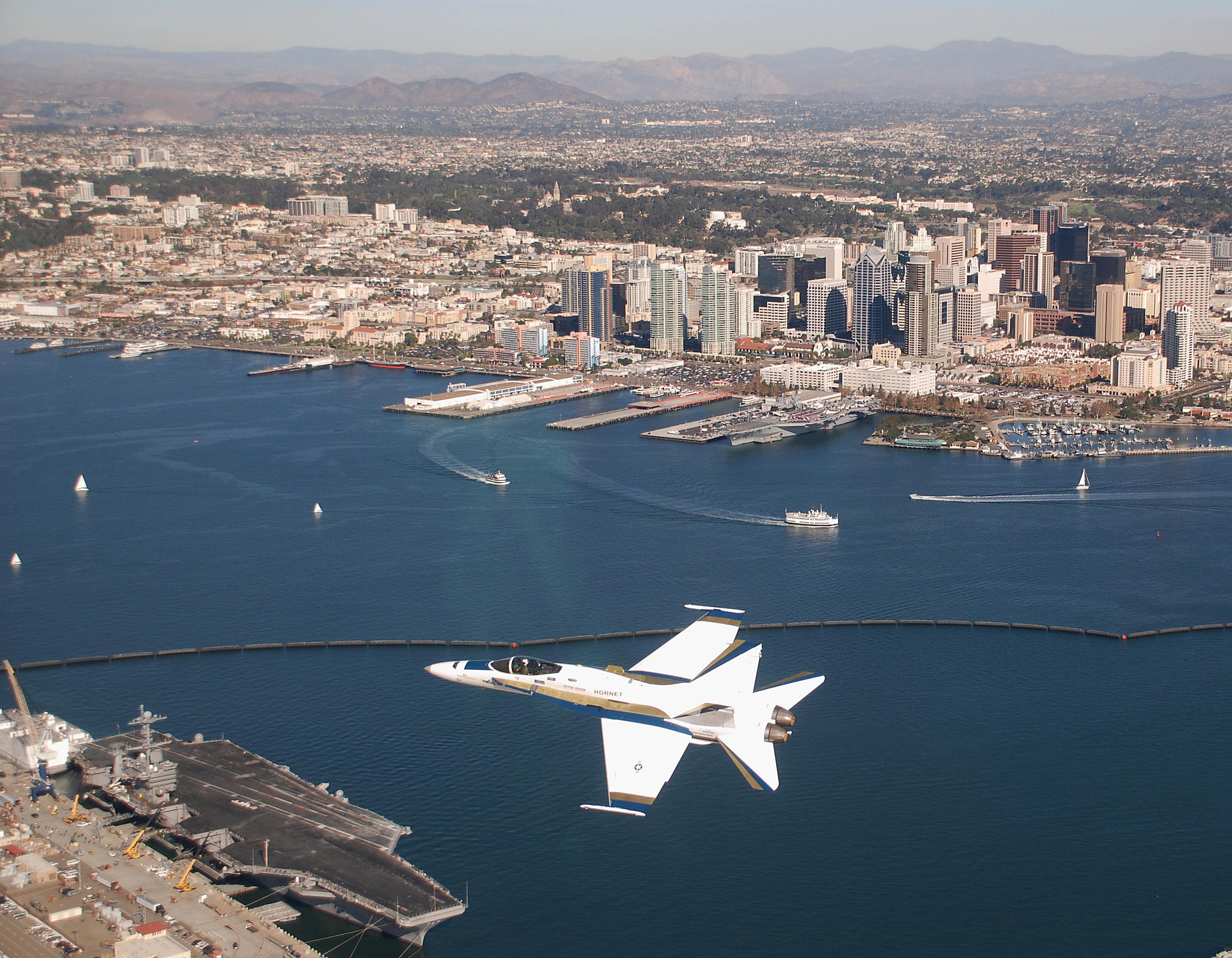
縣府聖地牙哥市

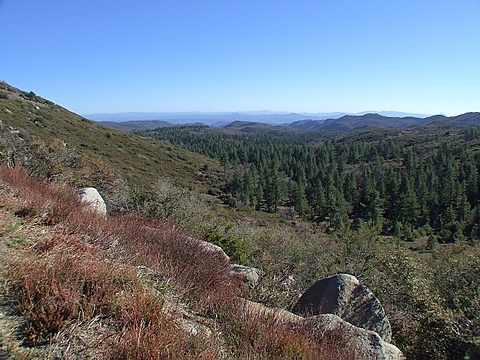
克利夫蘭國家森林公園

根據2000年人口普查，圣迭戈县的總面積為4,525.52平方英里（11,721.0平方），其中有4,199.89平方英里（10,877.7平方），即92.8%為陸地；325.62平方英里（843.4平方），即7.2%為水域。本縣既是加利福尼亚州面積第十大的縣份，亦是美國面積第84大的縣份。
聖地牙哥郡有各種不同的地形。在其西側，是長70英里（110）的海岸線。在海岸線和拉谷納山脈之間的土地主要由山坡、台地和小峡谷組成。在東北方，冰雪蓋頂的山峰林立。而東部則為大片索诺拉沙漠。佔縣份總面積1/3的西部為發達的都市地區，但佔縣份總面積2/3的東部卻為荒蕪的窮鄉僻壤。

### 毗鄰縣
圣迭戈县之毗鄰縣皆為加利福尼亚州之縣份。
- 橙縣：北方
- 河濱縣：北方
- 帝國郡：東方

### 國家保護區
- 卡布里約國家紀念區
- 克利夫兰国家森林（部分）
- 聖地牙哥國家野生動物綜合保護區（英语：San Diego National Wildlife Refuge Complex）[12]

## 人口集居地

### 建制市
| 自治体（市/镇）                      | 成立年份 | 区域         | 人口（2018） |
| ------------------------------------ | -------- | ------------ | ------------ |
| 卡爾斯巴德（Carlsbad）               | 1952     | 北县（海岸） | 115,877      |
| 丘拉維斯塔（Chula Vista）            | 1911     | 南湾         | 271,651      |
| 科羅納多（Coronado）                 | 1890     | 中部         | 21,390       |
| 德爾馬（Del Mar）                    | 1959     | 北县（海岸） | 4,347        |
| 埃爾卡洪（El Cajon）                 | 1912     | 东县         | 103,241      |
| 恩西尼塔斯（Encinitas）              | 1986     | 北县（海岸） | 62,904       |
| 埃斯孔迪多（Escondido）              | 1888     | 北县（内陆） | 152,213      |
| 因皮里爾灘／帝王灘（Imperial Beach） | 1956     | 南湾         | 27,447       |
| 拉米薩（La Mesa）                    | 1912     | 东县         | 59,556       |
| 萊蒙格羅韋／檸檬林（Lemon Grove）    | 1977     | 东县         | 26,969       |
| 納雄耐爾城／國家城（National City）  | 1887     | 南湾         | 61,431       |
| 歐申賽德／海洋邊（Oceanside）        | 1888     | 北县（海岸） | 176,080      |
| 波威（Poway）                        | 1980     | 北县（内陆） | 49,704       |
| （San Diego）                        | 1850     | 中部         | 1,425,976    |
| 聖馬可斯（San Marcos）               | 1963     | 北县（内陆） | 96,847       |
| 桑蒂（Santee）                       | 1980     | 东县         | 58,115       |
| 索拉納灘（Solana Beach）             | 1986     | 北县（海岸） | 13,379       |
| 維斯塔（Vista）                      | 1963     | 北县（内陆） | 101,224      |

## 人口
| 调查年               | 人口      | 备注 | %±     |
| -------------------- | --------- | ---- | ------ |
| 1850                 | 798       |      | —      |
| 1860                 | 4,324     |      | 441.9% |
| 1870                 | 4,951     |      | 14.5%  |
| 1880                 | 8,018     |      | 61.9%  |
| 1890                 | 34,987    |      | 336.4% |
| 1900                 | 35,090    |      | 0.3%   |
| 1910                 | 61,665    |      | 75.7%  |
| 1920                 | 112,248   |      | 82.0%  |
| 1930                 | 209,659   |      | 86.8%  |
| 1940                 | 289,348   |      | 38.0%  |
| 1950                 | 556,808   |      | 92.4%  |
| 1960                 | 1,033,011 |      | 85.5%  |
| 1970                 | 1,357,854 |      | 31.4%  |
| 1980                 | 1,861,846 |      | 37.1%  |
| 1990                 | 2,498,016 |      | 34.2%  |
| 2000                 | 2,813,833 |      | 12.6%  |
| 2010                 | 3,095,313 |      | 10.0%  |
| 2011年估计           | 3,140,060 |      | 1.4%   |
| [ 13 ] [ 14 ] [ 15 ] |           |      |        |

### 2010年
根據2010年人口普查，圣迭戈县擁有3,095,313居民。而人口是由64%白人、5.1%黑人、0.9%土著、10.9%亞洲人（4.7%菲律賓人、1.6%華人、1.4%越南人、0.8%印為為人、0.7%韓國人、0.6%日本人、0.2%寮國人、0.2%柬埔寨人、0.2%泰國人、0.5%其他）、0.5%太平洋岛民、13.6%其他種族和5%混血构成。而西班牙裔或拉丁美洲人佔了人口32%。

### 2000年
根據2000年人口普查，圣迭戈县擁有2,813,833居民和994,677住戶。在994,677住户中，有33.9%擁有一個或以上的兒童（18歲以下）、50.7%為夫妻、11.6%為單親家庭、33.3%為非家庭、24.2%為獨居、7.9%住戶有同居長者。平均每戶有2.73人，而平均每個家庭則有3.29人。在2,813,833居民中，有25.7%為18歲以下、11.30%為18至24歲、32%為25至44歲、19.8%為45至64歲以及11.2%為65歲以上。人口的年齡中位數為33歲，女子對男子的性別比為100：101.2。成年人的性別比則為100：99.7。
本縣的住戶收入中位數為$47,067，而家庭收入中位數則為$53,438。男性的收入中位數為$36,952，而女性的收入中位數則為$30,356，人均收入為$22,926。約8.9%家庭和12.4%人口在貧窮線以下，包括16.5%兒童（18歲以下）及6.8%長者（65歲以上）。

### 犯罪統計
在2005年，最頻繁的罪案為盜竊（4626宗），順序遞減為爆竊（2469宗）、汽車盜竊（2084宗）、襲擊（1220宗）、行劫（270宗）、謀殺（105宗）、以及強姦（86宗）。

## 交通

### 公路
- 5號州際公路
- 8號州際公路
- 15號州際公路
- 805號州際公路
- 11號加利福尼亞州州道
- 15號加利福尼亞州州道
- 52號加利福尼亞州州道
- 54號加利福尼亞州州道
- 56號加利福尼亞州州道
- 67號加利福尼亞州州道
- 75號加利福尼亞州州道
- 76號加利福尼亞州州道
- 78號加利福尼亞州州道
- 79號加利福尼亞州州道
- 94號加利福尼亞州州道
- 125號加利福尼亞州州道
- 163號加利福尼亞州州道
- 188號加利福尼亞州州道
- 282號加利福尼亞州州道
- 905號加利福尼亞州州道

### 邊境口岸
- 聖伊西德羅入境口岸
- 奧泰梅薩入境口岸

### 機場
- 聖地牙哥國際機場